# Horsens Kunstmuseum
Horsens Kunstmuseum er et museum for dansk billedkunst med hovedvægt på perioden efter 1900 og hovedsageligt eksperimenterende kunst efter 1980. Samlingen tæller navne som Christian Lemmerz, Erik A. Frandsen, Lars Nørgård, Nina Sten-Knudsen, Bjørn Nørgaard, Peter Holst Henckel, Cathrine Raben Davidsen, Anne Marie Ploug, Morten Buch, Kirsten Ortwed og Troels Wörsel. Museet har den største eksisterende samling af Michael Kviums værker, samt en Mogens Zieler-samling med omkring 600 værker. Der er til museet knyttet en skulpturpark i Caroline Amalie Lunden, hvor bl.a Bjørn Nørgaards hovedværk 'Menneskemuren' og Christian Lemmerz' 'Gestalt (Todesfigur)' kan opleves.

## Museets historie
Den 22. marts 1906 stiftedes Horsens Museumsforening. Foreningens erklærede mål var ”at oprette et museum i Horsens, samt at forøge og udvikle dette ved erhvervelse, dels af kunstværker, dels af genstande af historisk interesse”. Allerede senere samme år blev Horsens Museum, hvoraf Horsens Kunstmuseum udspringer, en realitet.
Museumsforeningen startede med at drive det daværende Horsens Museum i to lejede lokaler på Teknisk Skole, men takket være en testamentarisk gave fra forhenværende lodskaptajn Th. Løwenstein blev det i 1915 muligt at flytte til et nybygget museum på Sundvej, den bygning der i dag huser Horsens Kulturhistoriske Museum. Arkitekten bag den nye museumsbygning var Viggo Norn, der desuden fungerede som formand for museets bestyrelse frem til 1962.
I 1984 flyttede Horsens Museums kunstafdeling op ad bakken til Pavillon Lunden, og siden har Horsens Kunstmuseum eksisteret som et selvstændigt, statsanerkendt kunstmuseum med museumschef Claus Hagedorn-Olsen i spidsen. Kunstmuseet er blevet udvidet betragteligt i 1992, og i efteråret 2006 kunne museet indvie endnu en tilbygning.
Allerede ved etableringen af Horsens Museum i 1906 besluttede museets bestyrelse, at "Museet skal omfatte en kunstafdeling for nyere dansk kunst, såvel maleri som skulptur". Skønt ordlyden har ændret sig siden, er det stadig den nyere dansk kunst, der er museets omdrejningspunkt.

## Arkitektur

### Pavillon Lunden
Horsens Kunstmuseum flyttede ved adskillelsen fra Horsens Museum i 1984 ind i Pavillon Lunden. Grundstenen til bygningen blev lagt i 1843 af Horsens Borgerlige Skyttelaug, der også tog initiativ til etablering af det parkanlæg, der i dag omgiver museet.

### Tilbygningen fra 1992
Pladsen i den gamle pavillon blev imidlertid snart for trang, og i 1992 blev de første spadestik taget til en omfattende tilbygning tegnet af arkitekten Niels Thorup Pedersen og Poul Schwarz Tegnestue A/S. Initiativtageren var Horsens Folkeblad med chefredaktør Mogens Ahrenkiel i spidsen, og anledningen var avisens 125 års jubilæum. Enkelthed, klarhed og fleksibilitet var nøgleordene i en arkitektonisk tilføjelse, der foruden Horsens Folkeblads generøse donation blev hjulpet på vej af bidrag fra Inge og Asker Larsen, Familien Hede Nielsens Fond, Bikuben, Nykredit, Schur International A/S og Horsens Kommune. Den 1700 kvm store tilbygning rummer i dag museets foyer, cafe, bibliotek, magasiner og en række enestående udstillingsrum.

### Tilbygningen fra 2006
Den 25. november 2006 stod museets seneste udvidelse klar: En tilbygning på små 400 kvadratmeter doneret af Inge og Asker Larsens Fond til Støtte af Almennyttige Formål. Her blev en forbindelsesgang og en stor udstillingssal føjet til den eksisterende museumsbygning, endnu en gang med Poul Schwarz Tegnestue A/S i spidsen. Tilbygningen fra 2006 viderefører den linje, der blev lagt ved den første udvidelse af museet.

## Værdier og mål
Da Horsens Museum i 1906 blev stiftet som et museum, der både skulle rumme kunsthistorie og kulturhistorie, blev formålet for kunstafdelingen formuleret på følgende måde: "at vække og vedligeholde sansen for kunst". Der er dog sket en del siden 1906, og ved kunstmuseets selvstændiggørelse i 1984 formulerede Horsens Kommunes Kulturudvalg i samarbejde med den dengang nyansatte museumschef Claus Hagedorn-Olsen følgende indsamlingspolitik for museet:
"Horsens Kunstmuseums ansvarsområde er dansk billedkunst efter 1800 med hovedvægt på perioden efter 1900.
For så vidt angår tiden før ca. 1980 er ansvarsområdet primært allerede repræsenterede kunstnere.
Efter ca. 1980 er ansvarsområdet primært nutidig eksperimenterende kunst. Perioden efter 1980 anses for den primære.
Museets ansvarsområde kommer også i anvendelse i forhold til museets skulpturpark i Caroline Amalie Lunden. Horsens Kunstmuseums Mogens Zieler-samling anses i hovedsagen at være en afsluttet del af samlingen."
Samtidig blev det vedtaget, at Horsens Kunstmuseum først og fremmest skulle arbejde for at indsamle relativt mange værker af relativt få kunstnere, således at museets gæster så vidt muligt kan følge disse kunstnere gennem hele deres oeuvre